# キム・ソンシル
キム・ソンシル(1989年3月25日-  )は大韓民国の2012年ミスコリア全北善である。

## 来歴
- 1989年3月25日生まれ
- 身体：178.7cm、57.3kg、35-24-36
- 学歴：忠清大学児童福祉学科
- 受賞：2012年ミスコリア全北線
- 趣味：映画鑑賞、フラワーアレンジメント
- 特技:フラワーアレンジメント、クエン童話